# عبدالعلی جهانشاهی
عبدالعلی جهانشاهی (زاده ۱۳۰۳ تهران- درگذشت ۱۳۶۷ آمریکا) سیاستمدار و اقتصاددان ایرانی بود.

## زندگی
او فرزند محمدشفیع جهانشاهی رئیس دیوان عالی کشور (۱۳۲۵ – ۱۳۳۱) و برادر غلامحسین جهانشاهی است. عبدالعلی، تحصیل را از سال ۱۳۱۰ در دبستان اقدسیه آغاز کرد؛ در ۱۳۱۴ در دبستان انتصاریه دوره دوم دبستان را ادامه داد. وی در سال ۱۳۱۶ به دبیرستان صنعتی رفت و پس از یک سال وارد دبیرستان دارالفنون شد. عبدالعلی جهانشاهی در سال ۱۳۲۱ موفق به اخذ دیپلم شد. سپس به ترکیه رفت و شش ماه در دبیرستان گالاتاسرای استامبول تحصیل و بعد به ایران بازگشت و در سال ۱۳۲۳ به دانشکده حقوق دانشگاه تهران راه یافت و لیسانس خود را از دانشکده حقوق و علوم سیاسی دریافت کرد.
در دوران دانشجویی در سال ۱۳۲۵ به حزب ایران پیوست و در همین روزها ازنو به ترکیه بازگشت و به مدت شش ماه در دانشکده اقتصاد استامبول مشغول به تحصیل شد و در همان سال در وزارت دادگستری استخدام گردید. عبدالعلی جهانشاهی در سال ۱۳۲۷ جهت ادامه تحصیل به فرانسه رفت و پس از ۴ سال اقامت در آن کشور، با اخذ دکترای حقوق و اقتصاد از دانشکده پاریس، به ایران بازگشت.

## مسئولیت‌ها
جهانشاهی در اسفند ۱۳۴۲ شمسی به وزارت اطلاعات و جهانگردی و به مدت یک سال ریاست دانشگاه ملی ایران (شهید بهشتی کنونی) را بر عهده داشت. جهانشاهی مدت کوتاهی نیز به عنوان وزیر آموزش و پرورش در کابینه منصور مشغول به کار بود. وی در سال‌های ۱۳۴۶–۱۳۴۵ به ریاست دانشگاه تهران منصوب گردید. او مدتی در زمینه بانک‌داری و مدتی نیز در زمینه امور مالی کار کرد. در اوایل سال‌های دهه چهل به عنوان معاون رئیس بانک مرکزی برگزیده شد و مدتی سرپرستی کمیسیون مالیات ایران را بر عهده داشت و سپس رئیس بانک مرکزی شد. جهانشاهی همچنین به سرپرستی اجرایی بانک عمران و توسعه بین‌المللی ایران و اروپا منصوب شد. او در سال ۱۳۵۶ با عنوان سفیر تام‌الاختیار امور اقتصادی ایران در جوامع اروپایی انتخاب شد. جهانشاهی در دانشکده حقوق دانشگاه تهران سمت استادی داشت و تالیفاتی نیز دارد. تاریخچه سی ساله بانک ملی ایران از نوشته‌های اوست.